# Junkers G 23
Junkers G 23 – trzysilnikowy, niemiecki samolot pasażerski firmy Junkers, wyprodukowany w 1923 roku.

## Historia
Prototyp został oblatany 19 września 1924 r. Model G 23 był słabszą wersją późniejszego modelu G 24. Uważany jest za jeden z pierwszych w pełni metalowych pasażerskich samolotów w układzie dolnopłata. Kabina pasażerska była wyposażona w ogrzewanie i oświetlenie. W tylnej części zamontowano nie tylko przedział bagażowy, ale i toaletę. Łącznie mógł zabrać na pokład 9 pasażerów.
Pierwsze trzy egzemplarze sprzedano szwajcarskim liniom Ad Astra Aero. Model był też montowany przez firmę AB Flygindustri, czyli szwedzką filię Junkersa z siedzibą w Limhamm - dzielnicy Malmö.